# 俄占蘇梅州
俄佔苏梅是從2022年2月24日俄羅斯入侵烏克蘭的第一天開始的军事占领，俄羅斯軍隊開始續步佔領苏梅州的大部分地區，試圖佔領州府苏梅市，雖然沒能奪取，但成功攻下科诺托普和特罗斯佳涅茨。4月初，俄政府因佔領基輔市失敗而決定從烏克蘭北方（包括蘇梅州）撤退。到4月6日，烏軍宣布俄軍已經離開了該州，結束了佔領。
在2025年库尔斯克战役結束后，俄军亦越过边境，重新占领苏梅州少许村庄。自6月2日起俄軍大規模重新進入蘇梅州；至4日已達蘇梅市20公里外。

## 占领过程

### 科诺托普
2022年2月25日，俄罗斯军队奪下了科诺托普，距離俄罗斯边境90公里（56英里）。
3月2日，科诺托普市长阿爾喬姆·谢米尼欣（Artem Seminikhin）表示，该市的俄罗斯军队警告他，如果居民抵抗，他们将炮击该市。部署在市议会外的俄罗斯车辆被当地人包围。谢米尼欣问城里的居民選擇繼續爭戰或是投降，而居民“压倒性地”拒绝投降。当天較晚，市政府与俄军进行了谈判，会谈只持续了12分钟就已达成了协议：俄军同意不改变该市的政府、不在该市部署军队、不阻碍交通、也會保留乌克兰国旗，市政府官员就同意居民不会攻击俄罗斯军队。
3月7日，乌克兰总参谋部评估说，在科诺托普的俄罗斯军队损失了50%的軍力，被迫重組。3月15日，乌克兰和俄罗斯军队同意开放人道走廊，从科诺托普撤散當地平民。3月28日，俄罗斯军队摧毁了科诺托普的一座桥梁。
4月2日，据报道，俄罗斯军队在科諾托普區维持了一条走廊，方便在基辅和切尔尼戈夫與俄罗斯之間運送軍用装备。4月3日，乌克兰议员亞歷山大·卡丘拉（Olexander Kachura）在推特表示，所有俄军都已經离开了科諾托普區。2022年4月4日，苏梅州州长德米特里·日維茨基（Dmytro Zhyvytskyi）表示，俄罗斯军队已經從苏梅州大部分城鎮撤退，而乌军正在努力驱逐剩余的部队。
4月5日，日維茨基揭露在科諾托普區发现了至少三名遭受酷刑的平民的尸体。

### 特罗斯佳涅茨
3月1日，俄罗斯军队奪下特羅斯佳涅茨市，并开始对该市进行军事占领。

#### 军事佔領
俄罗斯军事总部设在该镇的主要火车站。3月中旬，一些俄军被親俄武裝分子取代。
大约共800名俄军被駐在这座城市。在占领期间，乌克兰警察隐姓埋名地留下，並为当地平民和在该地区活动的游击队提供支持。乌克兰军队摧毁了这座城市南部的一座桥梁，阻止了俄軍繼續推进。该镇的镇长尤里·博瓦（Yuriy Bova）躲在附近未被佔領的村庄，雖然他因为决定不留在镇裡上而受到一些批评，但他继续协助乌軍的抵抗，包括炮击俄軍的阵地。3月初開始，不常有报道指俄军处决平民。

#### 乌克兰反击
3月23日到26日，乌克兰成功反攻並重夺了特罗斯佳涅茨。在战斗中，居民指责俄军炮击该镇的医院。在城市郊区的战斗和炮击之后，大部分俄军都在乌军抵达前一夜撤离。法新社的一份报告记录了“十几个”被摧毁或损坏了的坦克和装甲车。《纽约时报》报道说，当乌克兰重夺了这城时，發現食物已经变得稀缺。
4月7日，日維茨基表示，所有俄军都已撤离该州，但由于俄军留下的炸药和其他弹药，很多地区仍然不安全。

### 2025年
2月25日，在库尔斯克州方向作战的俄军再一次被证实进入苏梅州境内，占领了该州东北部的小村诺文科耶周边的土地。3月12日，战争研究所称俄军在苏梅区的巴西夫卡西部取得进展。3月29日，苏梅区的韦肖洛夫卡村被俄军占领。
5月12日，俄軍在蘇梅和库尔斯克的边界發動攻勢；6月2日俄軍大規模重新進入蘇梅州；至4日已達蘇梅市20公里外，并宣称占领苏梅州的康德拉托夫卡村。

## 各城鎮的控制
| 区份         | 城市                  | 人口    | 實際統治 | 备注               |
| ------------ | --------------------- | ------- | -------- | ------------------ |
| 蘇梅區       | 蘇梅                  | 256,474 | 乌克兰   | 見苏梅战役         |
| 蘇梅區       | 列別金                | 23,892  | 乌克兰   | 見列别金战役       |
| 蘇梅區       | 比洛皮利亞            | 15,600  | 乌克兰   |                    |
| 蘇梅區       | 沃羅日巴              | 6,674   | 乌克兰   |                    |
| 科諾托普區   | 科諾托普              | 83,543  | 乌克兰   | 見科诺托普战役     |
| 科諾托普區   | 克羅列韋茨            | 22,111  | 乌克兰   |                    |
| 科諾托普區   | 普蒂夫尔              | 14,886  | 乌克兰   |                    |
| 科諾托普區   | 布伦                  | 8,197   | 乌克兰   |                    |
| 紹斯特卡區   | 紹斯特卡              | 71,966  | 乌克兰   |                    |
| 紹斯特卡區   | 赫盧希夫              | 31,789  | 乌克兰   | 見赫卢希夫战役     |
| 紹斯特卡區   | 中布達                | 6,888   | 乌克兰   |                    |
| 紹斯特卡區   | 胡蒂尔-米哈伊利夫斯基 | 4,504   | 乌克兰   |                    |
| 奧赫特爾卡區 | 奧赫特爾卡            | 46,660  | 乌克兰   | 見奥赫特尔卡战役   |
| 奧赫特爾卡區 | 特羅斯佳涅茨          | 19,544  | 乌克兰   | 見特罗斯佳涅茨战役 |
| 羅姆内區     | 羅姆內                | 37,765  | 乌克兰   |                    |

## 俄占行政区划
国际社会大多数国家仍视俄占行政区划为乌克兰领土的一部分，参见俄罗斯联邦并吞克里米亚和2022年俄罗斯吞并乌克兰东南地区
- 克里米亚共和国
- 塞瓦斯托波尔
- 俄占卢甘斯克
- 俄占顿涅茨克
- 俄占扎波罗热
- 俄占赫尔松
- 俄占蘇梅